# Юрчак Світлана Олексіївна
Світлана Олексіївна Юрчак (нар. 1 січня 1946, село Поториця, тепер Сокальського району Львівської області) — українська радянська діячка, старший флотатор збагачувальної фабрики Стебницького калійного заводу. Депутат Верховної Ради УРСР 11-го скликання.

## Біографія
Народилася в селі Поториця Сокальського району (за іншими даними — в селі Потелич Жовківського району) Львівської області в родині робітника. Виростала без батька. З дванадцяти років навчалася в Львівській середній школі-інтернаті № 2.
У 1964 році закінчила Львівську середню школу-інтернат № 2. У 1965 році закінчила Львівське професійно-технічне училище № 28.
У 1965—1981 роках — апаратник, старший апаратник, флотатор збагачувальної фабрики Стебницького калійного заводу Львівської області.
Обиралася депутатом Стебницької селищної Ради народних депутатів у 1972—1975 роках, секретарем комсомольської організації збагачувальної фабрики, членом комітету ЛКСМУ Стебницького калійного заводу Львівської області.
Член КПРС з 1974 року.
З 1981 року — старший флотатор збагачувальної фабрики Стебницького калійного заводу Львівської області. Партгрупорг зміни збагачувальної фабрики, член профспілкового комітету Стебницького калійного заводу. З 1983 року — член Дрогобицького міського комітету КПУ Львівської області.
У 1986 році закінчила заочно Київський технологічний інститут харчової промисловості. З 1988 року працювала заступником головного лікаря Трускавецького санаторію «Янтар».
Потім на пенсії — в місті Києві.

## Родина
Одружена. Чоловік — Орест Володимирович Юрчак, двоє дітей — Тарас та Ірина.

## Нагороди
- орден Трудової Слави 3-го ступеня (1977)
- медалі